# McLain Ward
Pour les articles homonymes, voir Ward.
Mclain Ward, né le 17 octobre 1975, est un cavalier de saut d'obstacles américain. Originaire de New York, il est l'un des cavaliers américains les plus titrés, avec cinq médailles olympiques sur six participations,.

## Biographie

### Jeunesse
Mclain Ward commence l'équitation jeune, étant encouragé par ses parents qui travaillaient dans l'industrie équine. En 1990, alors qu'il n'est âgé que de 14 ans, il devient le plus jeune cavalier à remporter le United States Equestrian Federation’s Show Jumping Derby. Quelques semaines plus tard, il est aussi le plus jeune cavalier à remporter le USET Medal Finals et devient le premier et plus jeune cavalier à remporter ces deux titres la même année. Ce succès fait qu'il est surnommé "The Kid", "L'Enfant" en français.

### Carrière sportive

#### Jeux Olympiques[4]
McLain Ward participe à ses premiers Jeux Olympiques en 2004, lors de l'édition organisée par la ville d'Athènes. Il est alors âgé de 29 ans. Avec son cheval Sapphire, ils sont médaillés d'or de saut d'obstacles par équipe des Jeux Olympiques d'Athènes. L'équipe était composée de McLain Ward mais aussi de Peter Wylde, Beezie Madden et Chris Kappler.
McLain Ward et Sapphire réitèrent l'exploit en 2008, lors des Jeux Olympiques de Pékin, où il décroche l'or avec Laura Kraut, Beezie Madden et Will Simpson. Sapphire et McLain sont cinquièmes en individuel.
McLain présente HH Azur aux Jeux Olympiques de Rio de Janeiro en 2016. Accompagné de sa jument de 10 ans, il remporte une nouvelle médaille par équipe, cette fois-ci en argent, après avoir réalisé deux parcours sans faute dans les épreuves par équipe. En individuel, la paire terme neuvième.
En 2021, McLain participe pour la cinquième fois aux Jeux Olympiques, à l'occasion des Jeux de Tokyo 2020. Faisant équipe avec Kent Farrington, Laura Kraut, et Jessica Springsteen en réserviste, McLain remporte sa quatrième médaille olympique par équipe, également en argent. Il présentait sur cette compétition l'excellent Contagious.
En 2024, McLain prend part à ses sixièmes olympiades et remportent sa cinquième breloque olympique. Composée de Laura Kraut (Baloutinoue), Karl Cook (Caracole de La Roque) et McLain Ward (Ilex) l'équipe américaine de saut d'obstacles s'offre la médaille d'argent aux Jeux Olympiques de Paris 2024. Pénalisés d'une faute dans l'épreuve qualificative pour la finale individuelle, McLain et Ilex restent aux portes de la qualification et terminent 34è.

#### Victoires et classements[4]
McLain ne brille pas qu'aux Jeux Olympiques : en 2006, toujours avec Sapphire, il est membre de l'équipe américaine médaillée d'argent aux Championnats du Monde d'Aachen, en Allemagne. En 2010, cette même équipe américaine remporte les Jeux Panaméricains de saut d'obstacles, organisés à Guadalajara. Il était alors associé à Antares F. En 2014, il rentre des Jeux Equestres Mondiaux organisés en Normandie avec une nouvelle médaille, le bronze par équipe. Il montait pour l'occasion son cheval Rothchild.
En 2015, il remporte sa première médaille d'or individuelle sur un grand championnat international, en remportant les Jeux Panaméricains, toujours en selle sur Rothchild. Lors de ce championnat, il est également médaillé de bronze par équipe.
En 2017, lui et HH Azur s'imposent dans le Championnat Coupe du Monde Longines FEI à Omaha, après cinq parcours sans faute. Ce fût la dix-septième fois que McLain participait à cette finale. Le couple termine aussi deuxième par équipe de la Finale Coupe des Nations FEI de Barcelone.
Entre mai 2017 et juin 2017, McLain Ward est classé numéro un mondial sur la Longines FEI world ranking pour la première fois. En juillet 2017, il redescend deuxième au profit de son coéquipier Kent Farrington, qui devient numéro un mondial. C'est la première fois que deux américains occupent les deux premières places du classement.
En 2018, McLain triomphe une nouvelle fois lors des Jeux Equestres Mondiaux, en sortant victorieux de l'épreuve par équipe de l'édition de Tryon NC, en selle sur Clinta. Le couple rate le podium individuel de peu et termine quatrième.
Avant de profiter d'une retraite bien méritée en Belgique, HH Azur offre deux dernières victoires d'ampleur à son cavalier lors du Grand Prix CSI5* Rolex de Genève, en décembre 2022 puis dans le Grand Prix CSI5* organisés aux Pays-Bas, lors des Dutch Masters. HH Azur prend officiellement sa retraite au cours de l'été 2023.
En 2023, Il participe aux Jeux Panaméricains de Santiago avec Contagious, où il remporte l'épreuve par équipe et termine troisième en individuel.

## Famille
McLain Ward est marié à Lauren Ward depuis 2010. Ensemble, ils ont deux filles prénommées Lilly et Madison.